# Leucilla amphora
Leucilla amphora är en svampdjursart som beskrevs av Schmidt in Haeckel 1872. Leucilla amphora ingår i släktet Leucilla och familjen Amphoriscidae. Inga underarter finns listade i Catalogue of Life.